# كارلوس بيليجريني
كارلوس بيليجريني (بالإسبانية: Carlos Pellegrini)‏ (و. 1846 – 1906 م) هو محام، وسياسي من الأرجنتين ولد في بوينس آيرس.

## التعليم
تعلم في جامعة بوينس آيرس.

## روابط خارجية
- كارلوس بيليجريني على موقع الموسوعة البريطانية (الإنجليزية)